# أسل منحني
الأسَل المنحني (باللاتينية: Juncus inflexus) نوع نباتي ينتمي إلى جنس الأسل من الفصيلة الأسلية.

## البيئة والانتشار
موطنه معظم مناطق حوض البحر الأبيض المتوسط من المشرق العربي إلى المغرب العربي ومعظم مناطق أوروبا كما انتشر في آسيا وأستراليا وشرق الولايات المتحدة.
ينتشر في الأماكن الرطبة.

## الوصف النباتي
نبات عشبي معمر يشبه النجيليات. ينتشر بالجذامير وله سوق كثيرة من القاعدة. يتميز من الأسل المفترش بسوقه المزودة بمخ داخلي متقطع، وخطوط خارجية واضحة. الثمرة علبية مستدقة النهاية.